# Gara Tulcea Oraș
Gara Tulcea Oraș este o gară care deservește orașul Tulcea, România.

## Istoric
Clădirea gării, localizată în Portul de pe malul Dunării, a fost finalizată în anul 1972. Aceasta a fost realizată după planurile arhitectei Irina Rosetti, structura de rezistență fiind realizată de Inginerul Aurel Ardelea.

## Linii de cale ferată
- Calea ferată Medgidia–Tulcea